# Ecuación de Abel
La ecuación de Abel, llamada así por Niels Henrik Abel, es un tipo de ecuación funcional que se puede escribir en la forma 
{\displaystyle f(h(x))=h(x+1)}
o equivalente, 
{\displaystyle \alpha (f(x))=\alpha (x)+1}
y controla la iteración de  f. 

## Equivalencia
Estas ecuaciones son equivalentes. Suponiendo que α es una función invertible, la segunda ecuación se puede escribir como 
{\displaystyle \alpha ^{-1}(\alpha (f(x)))=\alpha ^{-1}(\alpha (x)+1)\,.}
Tomando x =  α−1(y), la ecuación se puede escribir como 
{\displaystyle f(\alpha ^{-1}(y))=\alpha ^{-1}(y+1)\,.}
Para una función f(x) supone que se conoce, la tarea es resolver la ecuación funcional de la función α−1≡h, que posiblemente cumpla con requisitos adicionales, como α−1(0) = 1. 
El cambio de las variables sα(x) =  Ψ(x), para un parámetro real s, lleva la ecuación de Abel a la celebrada ecuación de Schröder, Ψ(f(x)) = s Ψ(x). 
El cambio adicional F(x) = exp(sα(x)) en la ecuación de Böttcher, F(f(x)) = F(x)s. 
La ecuación de Abel es un caso especial de (y se generaliza fácilmente a) la ecuación de traducción,
{\displaystyle \omega (\omega (x,u),v)=\omega (x,u+v)~,}
por ejemplo, para {\displaystyle \omega (x,1)=f(x)}, 
{\displaystyle \omega (x,u)=\alpha ^{-1}(\alpha (x)+u)}.        (Observe ω(x,0) = x.)
La función de Abel α(x) proporciona además la coordenada canónica para los flujos advectivos de Lie (un parámetro, los grupos de Lie). 

## Historia
Inicialmente, se informó la ecuación en la forma más general. Incluso en el caso de una sola variable, la ecuación no es trivial y admite un análisis especial.
En el caso de una función de transferencia lineal, la solución se puede expresar de forma compacta.

## Casos especiales
La ecuación de tetración es un caso especial de la ecuación de Abel, con f = exp. 
En el caso de un argumento entero, la ecuación codifica un procedimiento recurrente, por ejemplo, 
{\displaystyle \alpha (f(f(x)))=\alpha (x)+2~,}
y así, 
{\displaystyle \alpha (f_{n}(x))=\alpha (x)+n~.}

## Soluciones
- solución formal: único (a una constante)[8]
- soluciones analíticas (coordenadas de Fatou) = aproximación por expansión asintótica de una función definida por series de potencias en los sectores alrededor del punto fijo parabólico[9]

Las coordenadas de Fatou describen la dinámica local de un sistema dinámico discreto cerca de un punto fijo parabólico. 